# Luiz Eduardo Soares

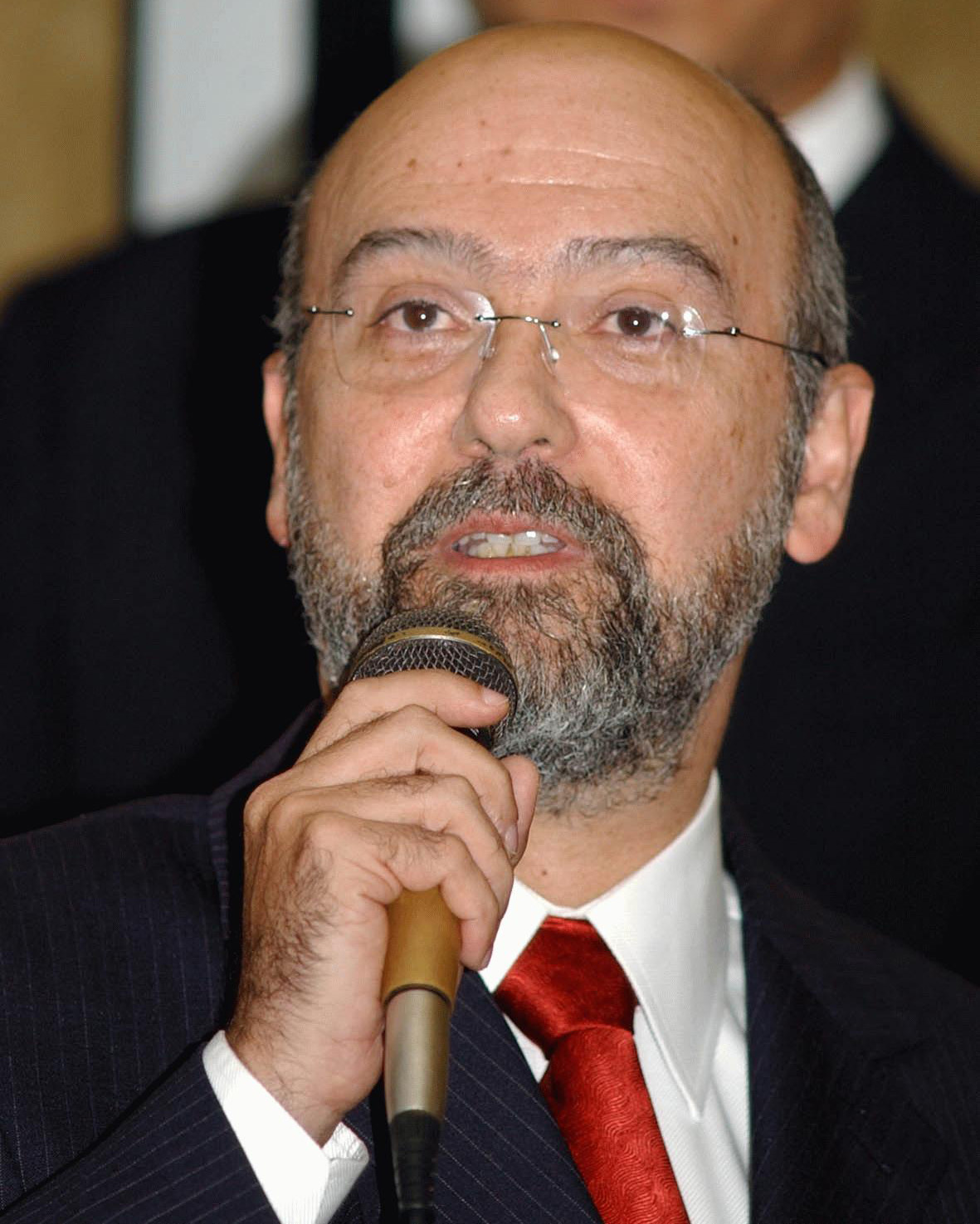
Luiz Eduardo Soares (2011)

Luiz Eduardo Soares (geboren 12. März 1954 in Nova Friburgo) ist ein brasilianischer Politologe, Schriftsteller und Politiker.

## Leben
Luiz Eduardo Soares studierte Anthropologie (Master) und wurde als Politologe promoviert. Er war 1999/2000 Sicherheitsbeauftragter im Bundesstaat Rio de Janeiro und von Januar bis Oktober 2003 Staatssekretär für öffentliche Sicherheit im ersten Kabinett Luiz Inácio Lula da Silva. Er lehrt an der Universidade Federal do Rio de Janeiro (UFRJ) und der Universidade Estácio de Sá (UNESA). Er arbeitet als Berater verschiedener öffentlicher Institutionen.
Soares veröffentlichte 2006 mit André Batista und Rodrigo Pimentel das Buch Elite da Tropa, das die Grundlage des Films Tropa de Elite von José Padilha wurde, der im Jahr 2007 in Brasilien erschien.
Sein Buch Tudo ou Nada wurde 2013 von Marcus Vinícius Faustini auf die Bühne gebracht.

## Schriften (Auswahl)
- Campesinato, ideologia e política. Rio de Janeiro: Zahar Editores, 1981
- Bases da desobediência legítima segundo Hobbes, Locke, Hume, Rousseau, John Stuart Mill e Burke. Rio de Janeiro: Instituto Universitário de Pesquisas do Rio de Janeiro, 1989
- O rigor da indisciplina. Rio de Janeiro, RJ: Relume Dumará: ISER, 1994
- (Mhrsg.): Violência e política no Rio de Janeiro. Rio de Janeiro: ISER: Relume Dumará, 1996
- O experimento de Avelar: romance. Rio de Janeiro: Relume Dumará, 1997
- Meu casaco de general: 500 dias no front da Segurança Pública do Estado do Rio de Janeiro. São Paulo: Companhia das LetrasCia. das Letras, 2000
- mit MV Bill und Celso Athayde: Cabeça de porco. Rio de Janeiro: Objetiva, 2005
- mit André Batista und Rodrigo Pimentel: Elite da tropa. Rio de Janeiro: Objetiva, 2006
- Segurança tem saída. Sextante, 2006
- Legalidade Libertária. Rio de Janeiro: Lumen Juris, 2006
- Justiça. Rio de Janeiro: Ediouro, 2011
- Tudo ou Nada: a história do brasileiro preso em Londres por associação ao tráfico de duas toneladas de cocaína. Rio de Janeiro: Ediouro, 2011
- Rio de Janeiro - Histórias de Vida e Morte. Companhia das Letras, 2015
- Vidas Presentes - Cidade Aprendiz. 2017
- Desmilitarizar - Segurança Pública E Direitos Humanos. Boitempo, 2019
- O Brasil e seu duplo - Uma discussão sobre os extremismos que marcam o momento político do país. Todavia, 2019